# Shyness Overdrive
『Shyness Overdrive』（シャイネス・オーバードライブ）は、日本のシンガーソングライターである吉川晃司の8枚目のオリジナル・アルバム。
1992年9月9日に東芝EMIのイーストワールドレーベルからリリースされた。前作『LUNATIC LION』（1991年）よりおよそ1年4か月振りにリリースされた作品であり、作詞は吉川および松井五郎、朝水彼方が担当、作曲はすべて吉川が担当、プロデュースは吉川と吉田建が共同で担当している。
アメリカ合衆国のギタリストであるエディ・マルティネスの他に、レコーディングには日本国内のベテランミュージシャンを多く起用しており、表現の伝達に苦慮した結果吉川自身がギターを演奏した楽曲が多く収録されることとなった。また、吉川は本作によって初めて思い描いた表現が可能になったと述べている。
本作はオリコンアルバムチャートにおいて最高位第1位を獲得、売り上げ枚数は20万枚を超えたため日本レコード協会からゴールド認定を受けている。本作からは先行シングルとしてテレビ朝日系バラエティ番組『OH!エルくらぶ』（1986年 - 1997年）のオープニングテーマとして使用された「ジェラシーを微笑みにかえて」がシングルカットされた他、カネボウ化粧品「NFL（整髪料）」のコマーシャルソングとして使用された「Brain SUGAR」がリカットされた。

## 背景
1991年5月17日にソロ復帰作となる7枚目のアルバム『LUNATIC LION』をリリースした吉川晃司は、同作を受けたコンサートツアー「Lunatic LUNACY TOUR 1991」を同年5月10日の渋谷ON AIR公演を皮切りに7月24日の日本武道館公演まで21都市全25公演を実施した。12月11日および12日、31日には単独公演「1991 LAST SPECIAL EVENT "ROLLING VOICE-Noise1-"」を日本武道館および大阪城ホールにて実施した。1992年2月6日には14枚目のシングル「せつなさを殺せない」をリリース。3月11日にはSMSレコード所属時代の楽曲も含めたラブソング・コレクションとなるベスト・アルバム『TOO MUCH LOVE』をリリース。7月には過激なショットを含めた写真集『A MAN IN TROUBLE』を発売、同写真集について吉川は「俺自身、バカを軽くできるヤツでいたいってのがあって、写真集も時代錯誤的なきどり方でやったんですよ」と述べており、また写真に起用された女性はパリ・コレクションに出場するようなモデル達であり、通常であれば1人50万円ほどのギャランティが発生するところを、キャンティの料理をご馳走する代わりに無償で登場してもらったとも述べている。8月5日には15枚目のシングル「ジェラシーを微笑みにかえて」をリリースした。

## 録音、制作
吉川は本作においてようやく思い描いたことを表現することが可能になったと述べている。吉川は本作においてメロディーを最重要視したと述べており、共同プロデューサーである吉田建と共にアレンジを行ったことについては「アレンジで長けたいってことじゃなくて、自分の作ったメロディーのオブリガード（助奏）っていう意味なんですよ。主旋がこう来たら、オブリガードをこう来るべきだ、みたいなことの延長線上に、たまたまアレンジがあったというだけで」と述べている。吉川は前年のコンサートツアー時と本作制作時に「直感」を感じる機会が多くなったと述べており、スタジオ入りしてからスタッフに対して「3時間ぐらいちょっと待ってて」と述べてからリフを制作した曲もあったという。本来であれば事前にリフを考案しておく方が作業がスムーズに進むところを、段取りのようになることを忌避した結果であるとも吉川は述べている。収録曲である「星の破片」や「RAIN BEAT」などにおいてアメリカ合衆国のギタリストであるエディ・マルティネスを起用、マルティネスのギターについて吉川は「エディーのギターって、ちゃんとメロディーで歌ってくれるんだよね。テクニックだけじゃなくて、ちゃんと魂を入れて弾いてくれる人だなって思った」と述べている。ロバート・パーマーを愛好していた吉川はパーマーとの共演が多かったマルティネスに対して依頼することを冗談で言っていたが、マルティネスが多岐に亘って活動していることを知ったために本格的に参加依頼を出すこととなった。マルティネスと初対面となった吉川は緊張のため声が出ずにぎこちない挨拶になってしまったと述べている。
本作の楽曲制作は主にキーボードを使用して行っており、その理由について吉川は「転調が入ってくるものは、ギターよりもキーボードの方が作りやすいんで。そんなにはピアノ弾けないんだけど、まあ、コード押さえて、メロディー乗っけて、後でリズム作って・・・・。ただ、ベースラインはわからないんで、建さんにやってもらった」と述べており、吉田に対しては「僕のやりたいようにやって、後の部分をうめてね、みたいなつらい作業ばかり、建さんに頼んじゃってね、きっと大変だったと思う」と述べている。他にも吉川は小倉博和のギターを絶賛しており、「あの人は、ギター全般すごいよ。で、多くを語らなくても分かってくれるからやり易いしね」と述べている。しかし吉川は自身のこだわりが強くなるほどスタジオ・ミュージシャンとの付き合いが困難になると述べており、最初から本人の特色を無視して特定のミュージシャンのように演奏するよう依頼することは出来ず、本作では吉川自身はギターを弾くつもりは無かったがリフがすでに確定している段階であったために依頼できないことから、時間が掛かっても自身でギターを弾くことを選択したと述べている。自身の要求に合ったミュージシャンがいない場合には自ら演奏する機会が増えることになるが、それは必然的であり意識して行っているわけではないと吉川は述べている。また本作において吉川は音数を少なくするという意図があったと述べた上で、「一つ一つの音の魂の線を細くしたくないという気持ちが強かった。武骨でも太いものがいいかなって」と述べたものの、その方針では自身でギター演奏せざるを得ず、長時間を要した上に演奏としては未熟であったが「魂が入ってる分だけ、自分で弾いてよかったと思っているんですけどね」と述べている。本作に参加しているドラマーの山木秀夫は吉川が提示した「FANTASIA」のデモテープを全く聴かず、決めフレーズを伝えようとするも「大丈夫」の一言で聴く耳を持たないなど巨匠と言われる人物との共同制作は気を遣うことから、吉川は意思疎通が出来るバンドを編成したいと当時述べていた。しかし山木の本番での演奏はデモテープ時よりも出来が良かったため吉川は非を認めざるを得ないとも述べている。本作において自身の望む制作が行えたものの同時に膨大な時間を要したと吉川は述べており、通常は2時間程度でギター演奏が完成するところが9時間も掛かってしまい、アンプが2台火を吹いて燃えてしまったこともあったという。

## 音楽性とテーマ
前作『LUNATIC LION』がこだわりの強い作品であったため、本作では肩の力を抜いたフラットな状態で制作が行われたと吉川は述べている。また日本におけるロックシーンでは洋楽に対するコンプレックスがあり、日本人なりの解釈をすることにネガティブな印象を抱く人物も多い中で、吉川は逆にポジティブに捉えて日本人なりのロックというものを肯定的に捉えた結果、メロディアスな楽曲で問題ないとの決断を下すことになったと述べている。一方で邦楽的な要素を認めつつも、「どうしても『わび』『さび』みたいなとこまで行くと抵抗があるし、そういうさらけ出し方は、僕は好きじゃない。それは音楽観というよりも、自分が生きていく上での美意識とかプライドとしてなんです」とも述べている。アルバムタイトルの『Shyness Overdrive』について吉川は、「Shyness」について「恥じらいとか、臆病とかいう意味」と述べ、「だからそれをOverdrive、つまりうんと加速させて、自分の中にあるネガティブな要素を増殖させて、それすらもパワーに変換していこう、ってことかな」と述べている。
歌詞について吉川は「日々の生活の精神描写、自分の気持ちのある位置をリアルに書いている」と述べており、幻想的な世界観に置換した表現もあるものの基本的には自身のその時々の感情をストレートに表現したとも述べている。一方で吉川は本作収録曲の歌詞はネガティブな要素を多く含んでいると認めた上で、「僕にしてみれば、歌詞でこれだけ、ネガティブなことを書くのは、実は初めてなんだけど」とも述べている。吉川は自身の中にない言葉は歌えないと主張しており、本作において参加している作詞家の松井五郎や朝水彼方とは綿密に対話を行い、結果として満足出来る歌詞が完成したため問題なかったと述べている。吉川は堅苦しい状況設定での表現が苦手であると述べており、「『権力を倒せ』みたいな直接的な言葉でのアプローチはしたくないという。だったら、『ミスター権力、僕は君を愛せない』って書くようなアプローチを取りたいよね。ファンタジックなシチュエーションに置き換えたりとかね。そういう意味では、現実離れっていうのは嫌いじゃない」と述べている。

## 楽曲
1. 「Brain SUGAR」
16枚目のシングル。詳細は「Brain SUGAR」の項を参照。
2. 「SACRIFICE」
同年春にカルメンを見て感化された吉川は、本曲について「燃えてるんだけど、目だけは哀愁に満ち溢れてる、憂いで輝く目」というモチーフから制作したと述べている[15]。吉川はカルメンと同時にナスターシャ・キンスキーのイメージがあったとも述べており、生ギターから始まる演奏のため今までにない曲順で収録したいとの意図から2曲目に選定されることになった[13]。しかしすべてを生楽器で演奏すると過剰になると判断したことから、ベーシックな部分は打ち込みを使用している[15]。また、吉川は本曲のサブタイトルは「デジタル・カルメン」と述べている[15]。本曲では最初に吉川が作詞したものを松井に渡し、松井が最終的な歌詞を完成させ、楽曲のタイトルも松井の案が採用された[13]。
3. 「ジェラシーを微笑みにかえて」
15枚目のシングル。詳細は「ジェラシーを微笑みにかえて」の項を参照。
4. 「Dance with Memories」
吉川は本曲について「過去の美談を背負って生きようってことではないけれど、ときどき人間は振り返りたくなる。何かをつかめば同じ数だけ失くしていくから」と述べた上で、「取り戻せない日々への想いを、そのまま書いたって感じかな」と述べている[15]。また、「一見、ネガティブなんだけど、実はそうでもないという曲。過去に浸るんじゃなく、逆に思い出によって、明日にもっと加速していけることもあるんじゃないかって、歌ってるつもりなんですけど」とも述べている[13]。
5. 「planet M」
タイトルの「M」とはMOTHERの意味。母親の誕生日を忘れていた罪滅ぼしに制作したと述べている[15]。歌詞については「詞は自分で書いてて恥ずかしくなったんで、朝水彼方さんにお願いした。こういう内容って、結構テレてしまうところがあるでしょ。でも歌だと言えるってとこがあるじゃないですか」と述べている[13]。
6. 「SEX CRIME」
吉川は本曲に関して「男が女に求めるものは聖と淫売の両方だと思う。母のように抱かれていたいというのと、獣のように抱きたいというのと」と述べている[15]。また「だから前の曲の後に、正反対のニュアンスを持ってきた」とも述べており、インタビュアーから岡村靖幸のようだと問われた吉川は、「そうかなあ、岡村はもっとヘンタイでしょう。ただのロリコンでしょう（笑）」と述べている[13]。AV女優である朝岡実嶺の声をサンプリングしたものが曲中に使用されている他、曲中で男性の吐息が入っているが、これは吉川の発案が採用されたものの当初スタッフは大反対したという[13]。吉川によれば本曲はワンコードものであり、ローリング・ストーンズのようなアプローチにデジタル要素が多分に盛り込まれた音作りを目指したという[13]。
7. 「Fall in Dream」
吉川曰くシンプルなロックンロールとデジタルを合成した楽曲であり、歌詞については「汚い夢でも見ないよりは見たほうがいい」と述べている[15]。本曲はチーマーと呼ばれる人物と偶然居酒屋で同席した時に話した内容から制作された楽曲であり、普遍的なロックンロールでは面白くないと判断した吉川は、ホッピー神山にオペラの音声のサンプリングを依頼し、ギター演奏は吉川自身が担当したと述べている[13]。また、モチーフはジグ・ジグ・スパトニックであったと述べている[13]。
8. 「DANDY」
吉川曰くロカビリーの要素を含んだポップスであり、自身でギターを弾いていると述べている[15]。歌詞については「ちょっとかっこつけてみたいなと。実際こういうふうに考えてるところもなきにしもあらず。こういう自分もいるんだな」と述べている[15]。また別のインタビューにおいて吉川は「これはかなり等身大の歌ですね。僕自身、人に対してはあまりガードを作らないんですよ。入ってくるものはみんな入ってこい、みたいな。守るよりも、窓口を広げておいた方が、バイキンも入ってくるけれど、いいものも入ってくると思うんです。で、そういう風に生きていきたいってことを歌った」と述べている[13]。
9. 「Baby NEW YORK」
吉川は以前より不調な時はニューヨークに行く癖があり、自身にとっての同地は女神でもありその逆でもあるという刺激が与えられる場所であると述べている[15]。吉川はニューヨークについて「期限つきの逃亡者になれる街です」とも述べている[15]。
10. 「RAIN BEAT」
吉川曰く「ちょっとブルージーな曲」であり、歌詞については「愛する人が去って、自分はもうどうしようもできない、っていうことを歌ってる曲」であると述べている[15]。吉川が同年1月にパリに行った際に、夜中に一人であてもなく彷徨っていたところ、石畳に雨が落ちている景色が印象に残ったことから制作された楽曲であると吉川は述べている[13]。
11. 「星の破片」
吉川曰く「今までにないバラード」であり、レコーディング時にはオーケストラの生演奏を使用したことについて「素晴らしかった。感動しました」と述べている[15]。歌詞については「これは聴いてる人に好きなように解釈してもらおうかな」と述べている[15]。インタビュアーから特定の人物に向けた楽曲ではないかと問われた吉川は、「それは聴く人の自由ですよ。この曲はね、自分の中にある思いみたいなものをすごく素直に書けた」と述べており、デモテープを制作せずにレコーディング時にすべて制作したと述べている[13]。
12. 「FANTASIA」
当初は組曲として制作されており、10分以上の長尺の曲であったがマスターベーションであると判断した吉川によって途中でカットされた[15]。インタビュアーからクイーンを彷彿させると問われた吉川は「フレディ・マーキュリーが亡くなった時、クイーンを聴き直していて、すごいなあと思ってて、それを意識したっていうのはありますね」と述べている[13]。曲タイトルはディズニー映画『ファンタジア』（1940年）から拝借されており、「よく何十年も前にこんなのを作ったなあって、すごく幸せにしてくれたんですよ。で、このアルバムで自分も幸せになりながら、聴いてる人も幸せになってくれればいいなあって、そういう気持ちはありましたね」と吉川は述べている[16]。
13. 「Good Night」
吉川によれば本曲は「オマケ」であり、「寝るときに寝つきが悪くならないように」と述べている[15]。別のインタビューにおいて吉川は「これはサービス・カットですね。ファンの人に贈る言葉みたいな。曲としては、ヘンなコード進行で一曲作りたかったという」と述べている[16]。

## リリース、ツアー、チャート成績、批評
| 専門評論家によるレビュー | 専門評論家によるレビュー |
| レビュー・スコア         | レビュー・スコア         |
| 出典                     | 評価                     |
| ------------------------ | ------------------------ |
| CDジャーナル             | 肯定的                   |

本作は1992年9月9日に東芝EMIのイーストワールドレーベルからCDにてリリースされた。初回生産盤はピクチャーレーベルCDおよびジャケットがメタリックステッカー仕様となっている。本作からはテレビ朝日系バラエティ番組『OH!エルくらぶ』（1986年 - 1997年）のオープニングテーマとして使用された「ジェラシーを微笑みにかえて」が同年8月5日に先行シングルとしてシングルカットされた他、カネボウ化粧品「NFL（整髪料）」のコマーシャルソングとして使用された「Brain SUGAR」が「Brain SUGAR (Mad Blade Mix)」のタイトルでシングルバージョンとして10月14日にリカットされた。本作を受けたコンサートツアーは「Shyness Overdrive TOUR 1992」と題し、1992年9月25日の群馬県民会館 公演を皮切りに、12月27日の大阪城ホール公演まで31都市全34公演が実施された。
音楽情報サイト『CDジャーナル』では、本作がネガティブな感情を増幅させた上で反転を試みるというコンセプトであると指摘した上で、「嫉妬に苦しんだ経験って誰しもあるはず。でも、それを微笑みにかえてやろうって思える人はなかなかいない」とコンセプトに関して肯定的に評価、またサウンド面に関しても「アナログ録音のシンプルな音だから余計に彼の声がしっかり伝わってくる」と肯定的に評価した。本作は同年9月21日付けのオリコンアルバムチャートにおいて最高位第1位を獲得、登場週数は9回で売り上げ枚数は26.4万枚となった。
CD版はその後2006年12月13日にCD-BOX『THE EMI BOX』に収録される形でデジパック仕様のデジタル・リマスタリング盤として再リリースされた。2007年3月14日には紙ジャケット仕様として再リリースされ、2014年5月14日には24bitデジタル・リマスタリングが施されたSHM-CD仕様にて再リリースされた。2014年5月28日にはCD-BOX『Complete Album Box』に収録される形で紙ジャケット仕様のデジタル・リマスタリング盤として再リリースされた。

## 収録曲
- CDブックレットに記載されたクレジットを参照[24]。

| #         | タイトル                       | 作詞               | 作曲      | 編曲             | 時間  |
| --------- | ------------------------------ | ------------------ | --------- | ---------------- | ----- |
| 1.        | 「Brain SUGAR」                | 松井五郎           | 吉川晃司  | 吉川晃司、吉田建 | 3:56  |
| 2.        | 「SACRIFICE」                  | 吉川晃司、松井五郎 | 吉川晃司  | 吉川晃司、吉田建 | 4:56  |
| 3.        | 「ジェラシーを微笑みにかえて」 | 吉川晃司           | 吉川晃司  | 吉川晃司、吉田建 | 4:09  |
| 4.        | 「Dance with Memories」        | 吉川晃司           | 吉川晃司  | 吉川晃司、吉田建 | 5:09  |
| 5.        | 「planet M」                   | 吉川晃司、朝水彼方 | 吉川晃司  | 吉川晃司、吉田建 | 4:59  |
| 6.        | 「SEX CRIME」                  | 吉川晃司           | 吉川晃司  | 吉川晃司、吉田建 | 4:47  |
| 7.        | 「Fall in Dream」              | 吉川晃司           | 吉川晃司  | ホッピー神山     | 4:13  |
| 8.        | 「DANDY」                      | 吉川晃司、松井五郎 | 吉川晃司  | 吉川晃司、吉田建 | 3:16  |
| 9.        | 「Baby NEW YORK」              | 吉川晃司           | 吉川晃司  | 吉川晃司、吉田建 | 3:57  |
| 10.       | 「RAIN BEAT」                  | 吉川晃司、朝水彼方 | 吉川晃司  | 吉川晃司、吉田建 | 4:57  |
| 11.       | 「星の破片」                   | 吉川晃司、朝水彼方 | 吉川晃司  | 吉川晃司、吉田建 | 5:14  |
| 12.       | 「FANTASIA」                   | 吉川晃司           | 吉川晃司  | 吉川晃司、吉田建 | 5:09  |
| 13.       | 「Good Night」                 | 吉川晃司           | 吉川晃司  | ホッピー神山     | 2:12  |
| 合計時間: | 合計時間:                      | 合計時間:          | 合計時間: | 合計時間:        | 56:54 |

## スタッフ・クレジット
- CDブックレットおよびブックレット背面に記載されたクレジットを参照[25][26]。

### 参加ミュージシャン
| 1. 「Brain SUGAR」 - 青山純 – ドラムス - 吉田建 – ベース - 吉川晃司 – エレクトリック・ギター - 土方隆行 – エレクトリック・ギター - エディ・マルティネス – ソロ・ギター - ホッピー神山 – キーボード - カレブ・ジェームス – コーラス 2. 「SACRIFICE」 - 江口信夫 – ドラムス - 小倉博和 – エレクトリック・ギター、アコースティック・ギター、ソロ・ギター 3. 「ジェラシーを微笑みにかえて」 - 青山純 – ドラムス - 吉田建 – ベース - 小倉博和 – エレクトリック・ギター、ソロ・ギター - 富樫春生 – キーボード、アコースティック・ピアノ 4. 「Dance with Memories」 - 江口信夫 – ドラムス - 佐橋佳幸 – エレクトリック・ギター - 吉川晃司 – エレクトリック・ギター、ソロ・ギター - 国吉良一 – キーボード 5. 「planet M」 - 土方隆行 – エレクトリック・ギター - エディ・マルティネス – エレクトリック・ギター、ソロ・ギター - 国吉良一 – キーボード - 小林正裕 – ソロ・フリューゲルホルン - 坪倉唯子 – コーラス 6. 「SEX CRIME」 - 青山純 – ドラムス - エディ・マルティネス – エレクトリック・ギター、ソロ・ギター - ホッピー神山 – キーボード - 朝岡実嶺 – ボイス - ワーネル・ジョーンズ – コーラス 7. 「Fall in Dream」 - 吉川晃司 – エレクトリック・ギター、ソロ・ギター - 原田喧太 – ソロギター - ホッピー神山 – キーボード | 1. 「DANDY」 - 江口信夫 – ドラムス - 吉田建 – ベース - 吉川晃司 – エレクトリック・ギター - 鈴川真樹 – アコースティック・ギター - 白井良明 – ソロ・ギター - 富樫春生 – キーボード、アコースティック・ピアノ 2. 「Baby NEW YORK」 - 青山純 – ドラムス - 吉田建 – ベース - 小倉博和 – エレクトリック・ギター - エディ・マルティネス – エレクトリック・ギター - ホッピー神山 – キーボード - 国吉良一 – キーボード - ワーネル・ジョーンズ – コーラス 3. 「RAIN BEAT」 - 山木秀夫 – ドラムス - 吉田建 – ベース - 吉川晃司 – エレクトリック・ギター - エディ・マルティネス – ソロ・ギター - 富樫春生 – キーボード、アコースティック・ピアノ 4. 「星の破片」 - 江口信夫 – ドラムス - 吉田建 – ベース - 吉川晃司 – アコースティック・ギター - エディ・マルティネス – ソロ・ギター - 富樫春生 – キーボード、アコースティック・ピアノ - 加藤ストリングス – ストリングス - 福井峻 – ストリングス・アレンジメント 5. 「FANTASIA」 - 山木秀夫 – ドラムス - 吉川晃司 – エレクトリック・ギター - エディ・マルティネス – エレクトリック・ギター、ソロ・ギター - ホッピー神山 – キーボード - 富樫春生 – キーボード - カレブ・ジェームス – ラップ - 東京混声合唱団 – コーラス - 吉田建 – コーラス・アレンジメント 6. 「Good Night」 - 板倉文 – アコースティック・ギター - ホッピー神山 – ヴィブラフォン - 斎藤ネコストリングス – ストリングス - ホッピー神山 – ストリングス・アレンジメント |

### 録音スタッフ
- 吉川晃司 – プロデュース
- 吉田建 – プロデュース
- 坂元達也 – レコーディング・エンジニア、ミキシング・エンジニア
- 早川一典 – レコーディング・エンジニア
- 後藤昌司 – レコーディング・エンジニア
- 寺田仁 – レコーディング・エンジニア
- 中山大輔 – レコーディング・エンジニア
- グレッグ・カルビ（英語版） – マスタリング・エンジニア
- 神崎真雄 (セブンスエンタープライズ) – A&Rディレクター
- 水谷淳一（東芝EMI） – A&Rディレクター

### 制作スタッフ
- 池村高明（セブンスエンタープライズ） – マネージメント
- あべひでたろう（セブンスエンタープライズ） – マネージメント
- 鈴木博一（東芝EMI） – プロモーション・スタッフ
- 田村隆夫（東芝EMI） – プロモーション・スタッフ
- ますこようこ（東芝EMI） – プロモーション・スタッフ
- 荒井浩（東芝EMI） – プロモーション・スタッフ
- ポール・シキ (PLAN B) – コーディネーター（エディ・マルティネス）
- ANT（荒木一三） – ギター・テクニシャン（エディ・マルティネス、吉川晃司）
- 横尾隆 (MUSIC LAND) – コーディネーター（ミュージシャン）
- 河村嚴生（セブンスエンタープライズ） – エグゼクティブ・プロデューサー
- 石坂敬一（東芝EMI） – エグゼクティブ・プロデューサー
- 下河辺晴三（東芝EMI） – エグゼクティブ・プロデューサー

### 美術スタッフ
- 山内順仁 – 写真撮影
- 西本和民 – アート・ディレクション、デザイン
- 梅林かおり – アシスタント
- たかぎゆみ – アシスタント
- 鈴木好弘（ゴリ・インターナショナル） – 衣裳
- 佐藤寛児 – メイク・アップ

## チャート、認定
| チャート         | 最高順位 | 登場週数 | 売上数   | 出典  |
| ---------------- | -------- | -------- | -------- | ----- |
| 日本（オリコン） | 1位      | 9回      | 26.4万枚 | [ 3 ] |

| 国/地域 | 認定組織         | 日付      | 認定     | 売上数   | 出典  |
| ------- | ---------------- | --------- | -------- | -------- | ----- |
| 日本    | 日本レコード協会 | 1992年9月 | ゴールド | 200,000+ | [ 4 ] |

## リリース日一覧
| No. | リリース日     | レーベル                                    | 規格         | カタログ番号 | 備考                                                                                  | 出典          |
| --- | -------------- | ------------------------------------------- | ------------ | ------------ | ------------------------------------------------------------------------------------- | ------------- |
| 1   | 1992年9月9日   | 東芝EMI／イーストワールド                   | CD           | TOCT-6671    | 初回限定メタリックステッカージャケット、ピクチャーCD                                  | [ 17 ] [ 27 ] |
| 2   | 2006年12月13日 | EMIミュージック・ジャパン／イーストワールド | CD           | TOCT-26125   | CD-BOX『THE EMI BOX』収録、デジタル・リマスタリング、デジパック仕様                   | [ 28 ] [ 29 ] |
| 3   | 2007年3月14日  | EMIミュージック・ジャパン／イーストワールド | CD           | TOCT-11186   | 紙ジャケット仕様                                                                      | [ 30 ] [ 31 ] |
| 4   | 2014年5月14日  | ワーナーミュージック・ジャパン              | SHM-CD       | WPCL-11811   | 24bitデジタル・リマスタリング仕様                                                     | [ 32 ] [ 33 ] |
| 5   | 2014年5月28日  | ワーナーミュージック・ジャパン              | SHM-CD       | WPCL-11907   | CD-BOX『Complete Album Box』収録、紙ジャケット仕様、24bitデジタル・リマスタリング仕様 | [ 34 ] [ 35 ] |
| 6   | 2020年2月7日   | ワーナーミュージック・ジャパン              | AAC-LC       | -            | デジタル・ダウンロード                                                                | [ 36 ]        |
| 7   | 2020年2月7日   | ワーナーミュージック・ジャパン              | ロスレスFLAC | -            | デジタル・ダウンロード                                                                | [ 37 ]        |
| 8   | 2025年1月22日  | ユニバーサルミュージック                    | SHM-CD       | UPCY-8036    | 40周年記念 2024年最新リマスタリング・紙ジャケット仕様 CD(SHM-CD)                      | [ 38 ]        |